# Economia do Burundi

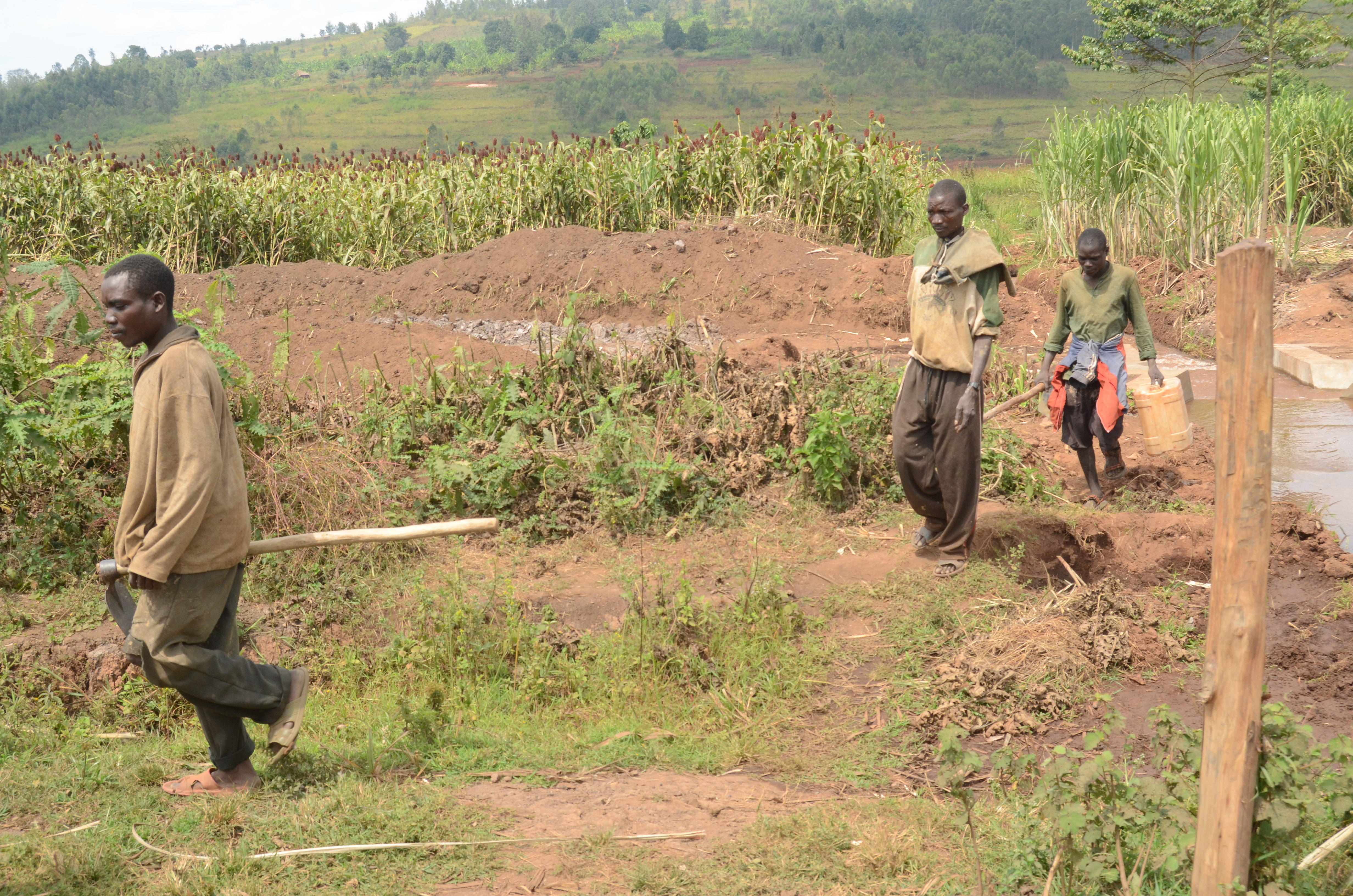
Agricultura

Burundi é um país sem saída para o mar, pobre em recursos naturais e com um setor industrial pouco desenvolvido. A economia do Burundi é baseada na agricultura, que correspondia em 2007 a cerca de 54% do PIB do país.
Mais de 80% da força de trabalho concentra-se na agricultura, a maior parte da qual pratica a chamada agricultura de subsistência. Embora Burundi fosse potencialmente capaz de se tornar auto suficiente na produção de alimentos, a guerra civil, a superpopulação e a erosão do solo afastaram para longe a auto suficiência.
O principal produto do país é o café, que correspondia em 1997 a 78,5% das exportações. Esta dependência do café aumentou a vulnerabilidade do Burundi às turbulências econômicas internacionais. Em anos recentes, o governo tentou atrair o investimento privado para este setor com algum sucesso. Outras exportações principais incluem o chá e o algodão cru. Burundi é o maior mercado de banana da África.
Pode ser considerado um país economicamente em desenvolvimento (assim como socialmente), visto que seu segundo setor é muito mal desenvolvido, quase inexistente.